# 2MASS J0523-1403
2MASS J0523-1403 är en ensam stjärna i norra delen av stjärnbilden Haren. Den har en skenbar magnitud av ca 21,05 och kräver  ett kraftfullt, helst infrarödkänsligt, teleskop för att kunna observeras. Baserat på parallax enligt Gaia Data Release 2 på ca 78,4 mas, beräknas den befinna sig på ett avstånd på ca 42 ljusår (ca 13 parsek) från solen. Den rör sig bort från solen med en heliocentrisk radialhastighet på ca 12 km/s. Stjärnan var den första observationen som en del av Two Micron All-Sky Survey (2MASS).

## Egenskaper
2MASS J0523-1403 är en röd dvärg med mycket låg massa eller en brun dvärg med hög massa i huvudserien av spektralklass L2.5 V. Den har en massa som är ca 0,065 solmassor, en radie som är ca 0,086 solradier och har ca 0,00013 gånger solens utstrålning av energi från dess fotosfär vid en effektiv temperatur av ca 1 900 K. Dessa värden är för närvarande de lägsta kända för en stjärna i huvudserien.
Observation med rymdteleskopet Hubble har inte upptäckt någon följeslagare utanför 0,15 bågsekunder. Sporadiska radioemissioner upptäcktes av VLA2004. H-alfa(Hα)-emission har också upptäckts, ett tecken på kromosfärisk aktivitet.

## Gräns för kärnfusion av väte
Medlemmar i RECONS-gruppen har nyligen identifierat 2MASS J0523−1403 som representativ för minsta möjliga stjärnor. Dess lilla radie ligger på de lokala miniminivåerna för radie-ljusstyrka- och radie-temperaturförhållande. Detta lokala minimum förutspås inträffa vid gränsen för vätefusion på grund av skillnader i förhållandet mellan radie och massa mellan stjärnor och bruna dvärgar. Till skillnad från stjärnor med vätefusion minskar bruna dvärgar i radie när massan ökar på grund av att deras kärna stöds av degenereringstryck. När massan ökar degenererar en ökande del av den bruna dvärgen vilket gör att radien krymper när massan ökar. Den minsta stjärnmassan uppskattas till mellan 0,07 och 0,077 solmassa, jämförbar med massan av 2MASS J0523−1403.